# جزر أسترالي
جزر أسترالي (الاسم العلمي:Daucus australiae) هو نوع غير مؤكد من النباتات يتبع جنس الجزر من الفصيلة الخيمية.